# El Puente del Arzobispo
El Puente del Arzobispo é um município da Espanha na província de Toledo, comunidade autónoma de Castilla-La Mancha, de área 1 km² com população de 1431 habitantes (2006) e densidade populacional de 1422,33 hab/km².

## Demografia
| Variação demográfica do município entre 1991 e 2004 | Variação demográfica do município entre 1991 e 2004 | Variação demográfica do município entre 1991 e 2004 | Variação demográfica do município entre 1991 e 2004 |
| --------------------------------------------------- | --------------------------------------------------- | --------------------------------------------------- | --------------------------------------------------- |
| 1991                                                | 1996                                                | 2001                                                | 2004                                                |
| 1581                                                | 1562                                                | 1483                                                | 1465                                                |